# Air Nostrum
Air Nostrum, Líneas Aéreas del Mediterráneo, А/О, также известная как Iberia Regional, — региональная авиакомпания Испании со штаб-квартирой в городе Валенсия, осуществляющая регулярные пассажирские авиаперевозки по более, чем 50 пунктам назначения внутри страны и за её пределами, а также совершающая коммерческие рейсы по чартерным контрактам.
Air Nostrum является частной независимой компанией, но работает под франшизой Iberia Regional флагманской авиакомпании Испании Iberia Airlines и через неё является аффилированным членом глобального авиационного альянса пассажирских перевозок Oneworld.
Портом приписки авиакомпании и её главным транзитным узлом (хабом) является аэропорт Валенсии, в качестве двух других хабов перевозчик использует мадридский международный аэропорт Барахас и аэропорт Барселоны.

## История
Авиакомпания Air Nostrum была образована 23 мая 1994 года и начала операционную деятельность 15 декабря того же года.
В мае 1997 года Air Nostrum заключила франчайзинговое соглашение с флагманской авиакомпанией Испании Iberia Airlines на использование бренда «Iberia Regional», в рамках которого к Air Nostrum отходили маршруты бывшего дочерней компании Иберии Binter Mediterraneo, а также часть её инфраструктуры. В 1999 году Иберия поглотила ещё одну региональную авиакомпанию Aviaco, в дальнейшем передав её внутренние и международные маршруты на обслуживание Air Nostrum. В том же году компания присоединила датского авиаперевозчика Denim Air, однако в 2002 году коммерческие интересы двух компаний были вновь разделены вместе с их торговыми марками.
По состоянию на март 2007 года собственниками Air Nostrum являются следующие структуры: Nefinsa (74,8 %), Caja Duero (22,2 %) и менеджеры самой авиакомпании (3,0 %). В 2007 году штат компании состоял из 2040 сотрудников.

## Флот

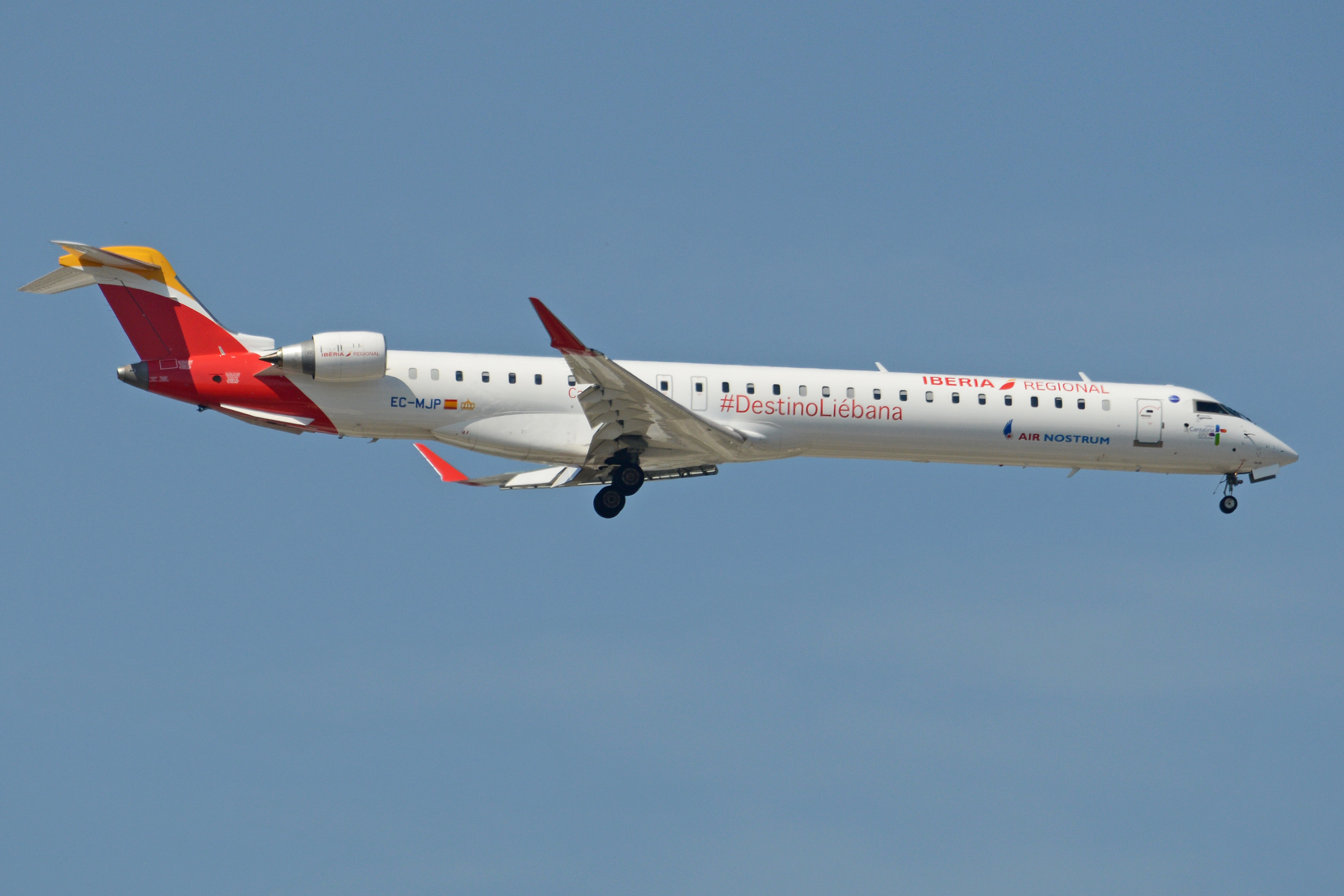
Bombardier CRJ1000 авиакомпании Air Nostrum в новой ливрее.

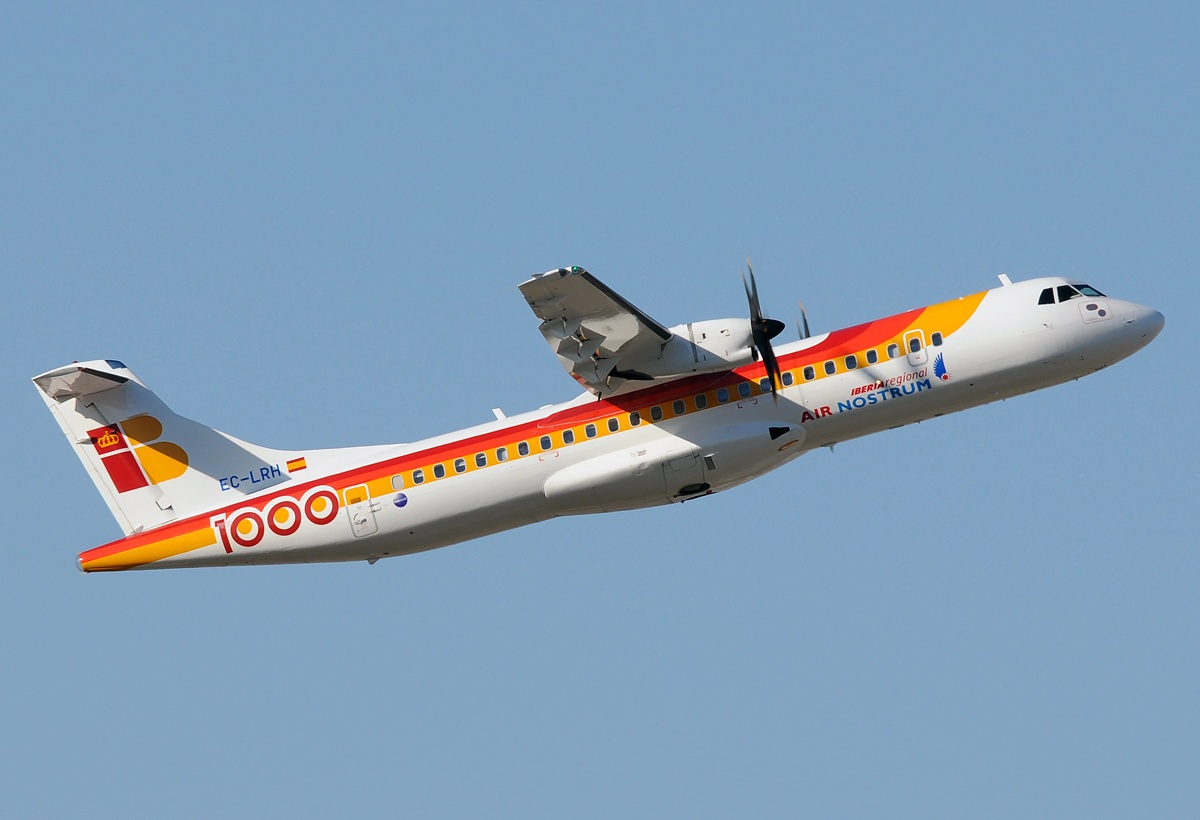
Air Nostrum ATR 72-600 авиакомпании Air Nostrum в старой ливрее.

В июле 2021 года воздушный флот авиакомпании Air Nostrum составляли следующие самолёты, средний возраст которых был равен 10,1 годам:

## Авиапроисшествия и несчастные случаи
- 17 января 2003 года Fokker 50 (регистрационный PH-FZE), следовавший регулярным рейсом из Малаги в Мелилью, при совершении посадки в аэропорту назначения выкатился за пределы взлётно-посадочной полосы и получил серьёзные повреждения. Девять пассажиров на борту были травмированы[5].
- 26 января 2006 года Bombardier CRJ200 (регистрационный EC-IBM), следовавший регулярным рейсом IB 8665 из Вальядолида в барселонский международный аэропорт Эль-Прат, произвёл посадку с невыпущенными опорами шасси. После длительного скольжения по взлётно-посадочной полосе лайнер остановился в 240 метрах от её торца, никто при этом не пострадал. Расследовавшая инцидент комиссия определила главной его причиной ошибку пилотов и второстепенной — технические неисправности в системе закрылков, отвлёкшие внимание экипажа[6].
- 23 января 2007 года в барселонском аэропорту Эль-Прат совершил аварийную посадку Bombardier Dash 8 Q300, выполнявший регулярный рейс IB 8041 из Памплоны. Причиной инцидента стали ложные показания индикатора выпуска передней стойки шасси.